# Боктор (река)
Бокто́р (также Вокчор) — река в Солнечном и Комсомольском районах Хабаровского края, левый приток реки Горин. Длина — 135 км, площадь водосборного бассейна — 2690 км².

## География
Река берёт начало на северо-востоке Солнечного района, почти на границе с Ульчским районом, на высоте более 396 м над уровнем моря. От истока преимущественно течёт на юго-запад по холмистой тайге с преобладанием лиственницы, ели и берёзы. Берега часто заболочены. Приняв справа ручей Ключевой, поворачивает на юг. Перед устьем вновь устремляется на юго-запад. Впадает в реку Горин двумя рукавами на абсолютной высоте менее 35 м над уровнем моря, напротив села Боктор. Ширина реки в нижнем течении составляет 25 м при глубине 1,5 м. Скорость течения в низовьях — 3 м/с.

## Основные притоки
Указаны поименованные притоки длиной 30 км и более
| Название       | Расстояние от устья | Длина | Положение |
| -------------- | ------------------- | ----- | --------- |
| Болин          | 10                  | 46    | левый     |
| Ольгоколь      | 40                  | 34    | левый     |
| Нижняя Игдоми  | 66                  | 30    | левый     |
| Верхняя Игдоми | 92                  | 33    | левый     |
| Ниран          | 94                  | 47    | левый     |

## Данные водного реестра
По данным государственного водного реестра России и геоинформационной системы водохозяйственного районирования территории РФ, подготовленной Федеральным агентством водных ресурсов:
- Бассейновый округ — Амурский
- Речной бассейн — Амур
- Речной подбассейн — Амур от впадения Уссури до устья
- Водохозяйственный участок — Амур от города Комсомольск-на-Амуре до устья без реки Амгунь
- Код объекта в государственном водном реестре — 20030900212118100076919[4]